# Hirokazu Matsuno
Hirokazu Matsuno (松野 博一, Matsuno Hirokazu), né le 13 septembre 1962 à Kisarazu dans la préfecture de Chiba, est un homme politique japonais. Ministre à plusieurs reprises dans les gouvernements de Shizo Abe puis de Fumio Kishida, il quitte le gouvernement en décembre 2023 à la suite de l'affaire des caisses noires du Parti libéral-démocrate.

## Biographie

### Jeunesse et études
Né à Kisarazu, dans la Préfecture de Chiba, il effectue sa scolarité au lycée préfectoral de Kisarazu. Il souhaite alors devenir réalisateur, et choisit l'université Waseda, dont sont diplômés certains de ses réalisateurs favoris. Il décide finalement d'étudier au sein de la faculté de droit.

### Parcours professionnel
À sa sortie de l'université, souhaitant travailler dans le milieu de l'audiovisuel, il rejoint la Lion Corporation. Il la quitte trois ans plus tard.
Il échoue trois fois aux élections législatives japonaises avant d'être finalement élu en 2005, et devient en septembre 2006 ministre de la Santé, du Travail et des Affaires sociales, au sein du gouvernement de Shinzō Abe. En 2008, il est nommé sous-ministre de l'Éducation, de la Culture, des Sports, de la Science et de la Technologie au sein du nouveau gouvernement de Yasuo Fukuda.
Il est ministre de l'Éducation, de la Culture, des Sports, des Sciences et de la Technologie du 3 août 2016 au 3 août 2017, date à laquelle il est remplacé à ce poste par Yoshimasa Hayashi.
Le 13 décembre 2023, Hirokazu Matsuno démissionne à la suite d'un scandale impliquant des pots-de-vin présumés au sein du Parti libéral-démocrate (PLD) au pouvoir. Huit autres ministres quittent également le gouvernement à cette occasion, fragilisant le pouvoir de Fumio Kishida.

## Positions
- Nie l'utilisation de prostituées par l'armée japonaise durant la Seconde guerre mondiale.
- Soutient une révision de la Constitution du Japon.
- Soutient la visite du Premier ministre au sanctuaire de Yasukuni.

### Source de la traduction
- (en) Cet article est partiellement ou en totalité issu de l’article de Wikipédia en anglais intitulé « Hirokazu Matsuno » (voir la liste des auteurs).